# Casson
För andra betydelser, se Casson (olika betydelser).
Casson är en kommun i departementet Loire-Atlantique i regionen Pays de la Loire i nordvästra Frankrike. Kommunen ligger i kantonen Nort-sur-Erdre som tillhör arrondissementet Châteaubriant. År 2022 hade Casson 2 600 invånare.

## Befolkningsutveckling
Antalet invånare i kommunen Casson
| Referens: INSEE |